# هیدرولوژی (کتاب)
هیدرولوژی کتابی از ری. ک. لینسلی، ماکس.آ. کوهلر و ژوزف. ل. پلهاس با ترجمهٔ محمدحسن مهدوی اردبیلی است که در سال ۱۳۳۷ منتشر و برندهٔ جایزه کتاب سال سلطنتی شد.